# Berrobi
Berrobi is een gemeente in de Spaanse provincie Gipuzkoa in de regio Baskenland met een oppervlakte van 3 km². Berrobi telt 575 inwoners (1 januari 2016).